# Lomaspilis amurensis
Lomaspilis amurensis là một loài bướm đêm trong họ Geometridae.